# Казино (филм)
Вижте пояснителната страница за други значения на Казино.
„Казино“ (на английски: Casino) е американско филм от 1995 година, криминална драма на режисьора Мартин Скорсезе по негов сценарий в съавторство с Николас Пиледжи, базиран на едноименната документална книга на Пиледжи.

## Сюжет
Внимание:  Текстът по-долу разкрива сюжета на произведението (или части от него)!
През 1973 г. мафията отпуска пари за закупуването на казиното „Tangiers“ и Сам „Ейс“ Ротстийн е назначен за мениджър. Сам е професионален комарджия, който залага от 15-годишна възраст. Той знае почти всичко за игрите: кой кон е болен на състезанията, колко силно отскача топката на бейзболното игрище, дали приятелката на известния баскетболист е бременна. Тези огромни познания, плюс студен аналитичен ум, позволяват на Сам да прави залози почти без грешки и постоянно да печели. Доходите от казиното се удвояват, а щастливите босове на мафията загребват стотици хиляди долари от казиното всеки месец в джобовете си. За да защити Ротстийн от конкуренти и „свободни ловци“, мафията изпраща Ники Санторо, приятел на Сам от детството, в Лас Вегас. Отначало Ники наистина защитава Сам от неприятности, но след това Санторо събира екип от отчаяни бандити и решава да стане „господарят на Лас Вегас“. Кражби от магазини, хотелски кражби, рекет, убийства – всичко това Ники прави с голямо удоволствие и жестокост и цял Лас Вегас започва да се страхува от него. Престъпните дейности на Санторо обаче започват да привличат твърде много внимание от страна на медиите и полицията, и в крайна сметка той се озовава в „Черната книга“, тоест му отказват достъп до всички казина в щата Невада.
След като решава проблема с организацията на казиното и охраната, Сам за нещастие се влюбва в красивата измамница и проститутка Джинджър Маккена. Женят се, имат дъщеря, но Джинджър, въпреки всички подаръци от Ротстийн, не го обича, а предпочита стария му познат, дребния мошеник и сводник Лестър Даймънд. Джинджър се опитва да даде парите на Сам на Даймънд и Сам заплашва да го убие. След като научава за това, Джинджър започва да мрази Сам още повече. Заради непрестанните семейни скандали Ротстийн получава язва на стомаха, а Джинджър започва да злоупотребява с наркотици и алкохол.
През 1976 г. Сам уволнява мениджъра за аркадни игри Дон Уорд за некомпетентност. Уорд обаче е зет на високопоставен служител в щата Невада. Полицейският комисар Уеб се опитва да убеди Ротстийн да наеме отново Уорд, но след като получава отказ, Уеб урежда да бъде отказан игрален лиценз на Сам. Разгневеният Ротстийн съди държавни служители, вестниците и телевизията раздухват този скандал, а мафиотските босове, притеснени от ненужния шум, решават да отстранят Сам от Лас Вегас. На свой ред Сам обвинява Ники, че е застрашил целия случай с високопоставените си престъпления. Дългогодишното приятелство на Сам и Ники свършва тук и те стават практически врагове.
Междувременно мафиотските босове откриват, че в казиното се крадат пари в брой и в опит за контрол в Лас Вегас е назначен Арти Пескано, некомпетентен шеф от Канзас Сити. Глупавият Пескано не само води подробни писмени записи на всички парични трансакции на мафията в казиното, но и постоянно обсъжда престъпни дейности с майка си и приятел. ФБР, което е инсталирало подслушвателно устройство точно в магазина за хранителни стоки Пескано, получава подробна информация и се готви да удари мафията.
През 1980 г. Джинджър, заедно с дъщеря си Ейми, бягат при Лестър Даймънд и планират да заминат за Европа. Сам убеждава Джинджър да се върне и след това случайно я чува да обсъжда убийството му по телефона. Вбесен, Сам изгонва Джинджър от къщата, но след това отстъпва и прощава отново. Джинджър се оплаква на Ники за проблемите ѝ със Сам и те започват афера. Ники слага край на романса си с Джинджър, когато тя го моли да убие Сам и заплашва да се свърже с ФБР. Джинджър взема всички пари на Сам и бижутата ѝ и напуска къщата завинаги. Когато е арестувана от ФБР, тя мълчи по време на разпитите, но по това време ФБР вече е добре запознато с цялата престъпна дейност около казиното.
През 1982 г. започват общи арести, босовете и Ники с техните гангстери са хвърлени в затвора. Сам е призован като свидетел, но мълчи. Осъзнавайки, че са изправени пред много години затвор, босовете на мафията дават заповед да се унищожат свидетелите и скоро всеки, който знае поне нещо и може да разкаже за това в съда, е убит. Обвинението се разпада, а босовете, заедно с Ники, са на свобода. Алкохоличката и наркоманката Джинджър пропилява всички пари за няколко месеца и умира от конска доза наркотик. През същата година срещу Сам е организиран атентат, но той оцелява по чудо след взрива на колата му. Сам е сигурен, че това е дело на Ники, а и босовете мислят по същия начин. Ники става твърде голям проблем за босовете и те дават заповед да бъде убит. Ники и брат му са брутално бити с бейзболни бухалки, съблечени голи и заровени живи в плитък гроб насред царевична нива.
Мафията напуска бизнеса с казината, почти всички стари казина са взривени, а нови са построени от огромни корпорации с пари от продажбата на облигации на борсата. „Добрите стари времена“, когато хора като Сам и Ники бяха „господарите на живота“, свършват и един остарял Сам се връща там, където започна: той все още отгатва резултатите от спортни състезания и помага на другите да залагат на лотарията.

## В ролите
| Актьор          | Роля                                                                                  |
| --------------- | ------------------------------------------------------------------------------------- |
| Робърт Де Ниро  | Сам „Ейс“ Ротстийн – главен мениджър на казино                                        |
| Шарън Стоун     | Джинджър Маккена Ротстийн – бивша проститутка и съпруга на Сам                        |
| Ерика фон Таген | по-възрастната Ейми – дъщеря на Сам и Джинджър                                        |
| Джо Пеши        | Ники Санторо – главен мафиот в Лас Вегас, приятел на Сам от детството                 |
| Франк Винсънт   | Франк Марино – главен помощник на Ники Санторо                                        |
| Мелиса Профет   | Дженифър Санторо – съпруга на Ники                                                    |
| Филип Суриано   | Доминик Санторо – мафиот, брат на Ники                                                |
| Джеймс Уудс     | Лестър Даймънд – дребния мошеник, сводник и приятел на Джинджър                       |
| Дон Рикълс      | Били Шербърт – главен помощник на Сам                                                 |
| Л. К. Джоунс    | Пат Уеб – главен полицейски комисар на Лас Вегас                                      |
| Джон Блум       | Дон Уорд – девер на Пат Уеб                                                           |
| Алън Кинг       | Анди Стоун – ръководител на профсъюзния пенсионен фонд                                |
| Кевин Полак     | Филип Грийн – председател на борда на директорите на казино „Tangiers“                |
| Дик Смътърс     | Американски сенатор                                                                   |
| Паскуале Каяно  | Ремо Гаги – мафиотски „бос на босовете“ на американския Среден запад                  |
| Бил Алисън      | Джон Нанс – мафиотски босът, отговарящ за транспортирането на пари в брой             |
| Вини Вела       | Арти Пискано – мафиотски бос, който предоставя своя магазин за тайни срещи на мафиоти |
| Катрин Скорсезе | майка на Арти Пискано и истинската майка на Скорсезе                                  |
| Оскар Гудман    | себе си, адвокат, защитаващ мафиоти в съда, и бъдещ кмет на Лас Вегас                 |
| Ричард Рийл     | адвокат Чарли Кларк                                                                   |
| Франки Авалон   | себе си                                                                               |
| Стив Алън       | себе си, известен американски телевизионен водещ                                      |
| Джейн Медоус    | себе си, актриса, съпруга на Алън                                                     |
| Джери Вейл      | себе си, известен американски певец                                                   |

## Снимачен процес
- По-голямата част от диалога между героите, изиграни от Робърт де Ниро и Джо Пеши, е импровизирана от актьорите.
- Бюджетът за костюмите за филма е невероятна сума – един милион долара. Робърт де Ниро има седемдесет различни костюма през целия филм, Шарън Стоун има четиридесет. След края на снимките всички тези костюми са дарени на актьорите.
- Прототипът на „боса Ичикава“ е японският хай ролер (професионален играч, който прави огромни залози) Акио Кашиваги. През 70-те и 80-те години Кашиваги постоянно играе в най-големите казина в Лас Вегас, като често ги побеждава за стотици хиляди долари. Един от „засегнатите“ собственици на казино е дори Доналд Тръмп. Животът на Кашивага завършва трагично – той е убит в дома си в Токио от Якудза през 1992 г.
- Когато актьорът Джеймс Уудс разбира, че Мартин Скорсезе е готов да го покани в този филм, Уудс се обажда в офиса на Скорсезе и оставя следното съобщение: „Готов съм да снимам по всяко време, навсякъде и срещу всякакво заплащане“.
- Думата „fuck“ е произнесена 435 пъти във филма, средно 2,4 пъти в минута. През 2013 г. Скорсезе надмина съмнителния си „рекорд“ с „Вълкът от Уолстрийт“, в който „лошата дума“ е казана около шестстотин пъти.
- Писателят Николас Пиледжи иска първо да пусне книгата и след това да се съсредоточи върху филмовата адаптация, но Скорсезе го призова да обърне реда, така че Пиледжи приключва романа си, след като филмирането по книгата му вече е започнало. Скорсезе и Пиледжи работят по сценария пет месеца. Някои герои са променени, някои са обединени, а части от историята са преместени от Чикаго в Канзас Сити.
- Първоначално Мартин Скорсезе възнамерява да използва „House of the Rising Sun“ на „Енимълс“ за началните надписи.
- В интервю Мартин Скорсезе казва, че филмът му „изобщо няма сюжет“. „Три часа са, без сюжет. Има много екшън, много истории, но няма сюжет”, казва режисьорът.
- По време на снимките Шарън Стоун тайно насърчава младата актриса Ерика фон Таген, която играе дъщеря ѝ Ейми, постоянно да дразни актьора Джеймс Уудс, така че сцените, в които героят му крещи на Ейми в ярост, се оказват много искрени.
- В сцената, в която осакатеният Ники Санторо (Джо Пеши) е хвърлен в ямата, за да бъде погребан жив, Пеши пада много лошо и си счупва ребро.
- Филмът е заснет изцяло във и около Лас Вегас. Сцените в казиното и офиса са заснети в известното казино „Riviera“, докато сцената в началото на филма е заснета на улица Фримонт в центъра на Лас Вегас. Сцените в „залата за броене“ (в която се броят и опаковат парите в казиното) са заснети в специално изграден декор, тъй като на външни лица е строго забранено да влизат в истинската „зала за броене“ на казино „Riviera“. Сцените пред измисленото казино „Tangiers“ са заснети пред истинския хотел „Landmark“, който е затворен и взривен малко след края на снимките. Снимките в казино „Riviera“ се провеждат от 01:00 до 04:00 сутринта, за да не се пречи на работата на казиното. Въпреки че ръководството на казиното е недоволно, че снимките пречат на бизнеса, това не попречи на казиното да привлече нови играчи със закачлива реклама: окачени са плакати пред казино „Riviera“: „Робърт де Ниро, Шарън Стоун и Джо Пеши снимат новия филм „Казино“ в нашето казино!“
- Собственикът на магазина за бижута, който е ограбен от бандата Санторо във филма, е истински бижутер от Лас Вегас. Репликата му, когато той тъжно възкликва: „Току-що получих пратка диаманти от Израел!“ – е импровизация на самия бижутер.
- Образът на корумпирания американски сенатор се основава отчасти на сенатора от Невада Хари Рийд, който е председател на Комисията по игрите в Невада. Сцената, в която на Сам Ротстийн е отказан лиценз от Комисията по игрите в Невада, се основава на истинско изслушване през декември 1978 г., когато Хари Рийд е председател на комисията, и някои от забележките на Рийд са използвани във филма. Действителната сцена на изслушването е заснета в истинска съдебна зала на окръг Кларк.
- Поради изобилието от нецензурни думи и сцени на насилие, филмът първоначално получава „убийствения“ рейтинг NC-17, но след монтажа филмът получава рейтинг R.
- Саша Семьонов, лидерът на групата, който участва в телевизионното шоу на Сам, е известен артист от Лас Вегас, който е изпълнявал различни музикални номера в много казина в Лас Вегас в продължение на почти 50 години.
- Колата, в която е взривен Сам, е Cadillac Eldorado Biarritz от 1981 г.
- Въпреки че филмът започва с посочването, че сюжетът е базиран на истинска история, филмът никога не споменава реалното казино „Stardust“, чиято история е в основата на филма. Скорсезе обаче неусетно загатва за това чрез саундтрака, в който песента „Stardust“ звучи три пъти. Инструментална версия свири по време на сватбата на Сам и Джинджър, докато вокална версия свири по време на сцената, в която Ремо пита Марино дали Ники и Джинджър правят секс, както и по време на надписите.
- В интервю Скорсезе казва, че една от най-големите трудности във филма е намирането на хора, които биха могли да обяснят как може да мамите в казино.
- Сцената на Лестър Даймънд (Джеймс Уудс), който се обажда и говори с Джинджър (Шарън Стоун) по време на сватбата ѝ, първоначално не е в сценария, а е измислена от самия Уудс. Той също така предполага, че по време на разговора, в който „се обявява в любовта си“ към Джинджър, героят му ще бъде с проститутка и ще смърка кокаин.
- Двете ченгета, които идват в къщата на Сам, когато Джинджър блъска колата му, са истински ченгета от окръг Кларк.
- В интервю Мартин Скорсезе казва, че любимата му сцена във филма е моментът, в който Шарън Стоун на масата със зарове хвърля чипове във въздуха.
- Снимките във филма са свързани с истинска физическа болка за Шарън Стоун. Тя има проблеми с гърба от стара контузия, а златната рокля с мъниста, с която е на сцената в казиното, тежи около 20 килограма. Тази рокля е направена от известния американски моден дизайнер Боб Маки и впоследствие е продадена на търг за тринадесет хиляди и двеста долара.
- Слънчевите очила, които Робърт де Ниро носи на сцената, когато среща Джо Пеши в пустинята за „сериозен разговор“, са избрани от самия де Ниро.
- Къщата, в която живеят Сам и Джинджър, е закупена от бившия хип-хоп магнат Марион Найт през 1996 г.
- Сцената в хранителния магазин, когато мафиотът Арти Пескано (Вини Вела) се оплаква на майка си (Катрин Скорсезе) и псува, а майката маха гневно, призовавайки сина си да не използва нецензурни думи, е заснета в последния ден от снимките.
- Героите във филма имат реални прототипи. Сам Ротстийн е колекционерски персонаж. Сам се основава на Франк „Левицата“ Розентал, който управлява казиното „Stardust“ в Лас Вегас от 70-те до началото на 80-те години на 20. век, и Арнолд „Айс“ Ротстийн, един от водещите представители на еврейската мафия в Съединените щати в началото на 20. век. Ники Санторо е базиран на Антъни „Тони Ант“ Спилотро, мафиот от „Чикагския синдикат“, който е убит по заповед на шефовете си през 1986 г. Джо Пеши има естествена прилика със Спилотро и в грима си толкова напомнял на този мафиот, че според Пиледжи, когато Пеши влязъл в казиното, където се снима филмът, някои служители на казиното, които лично познавали Спилотро, „почти припаднали“.
- Мартин Скорсезе е сигурен, че сцената, в която Ники Санторо и неговите поддръжници измъчват ирландски бандит, като стискат главата му в менгеме, MPAA ще изисква да бъде премахната. За изненада на режисьора, няма специални оплаквания за тази ужасна сцена и тя се озовава във филма в леко редактиран вид. В шведския боксофис обаче местните власти не позволяват тази сцена да премине и тя трябвало да бъде отрязана.
- Това е първият филм на известния оператор Робърт Ричардсън, който той заснема във формат Super 35. Ричардсън не харесва много този формат и той отново заснема филм в подобен формат едва през 2003 г. („Убий Бил“).
- Клаудия Аро, съпругата на Джо Пеши в реалния живот по време на снимките, играе Труди, ководещ и лидер на шоуто на Сам Ротстийн. По-късно Аро и Пеши се развеждат и през 2000 г. тя е осъдена по две обвинения за опит за убийство и наемане на наемен убиец да убие бившия ѝ съпруг каскадьор.
- Никол Кидман, Мелани Грифит, Рене Русо, Камерън Диас, Ума Търман и Мишел Пфайфър са разглеждани за ролята на Джинджър. Актрисата Трейси Лордс почти получава ролята, но Скорсезе в крайна сметка избира Шарън Стоун. В интервю Шарън Стоун казва, че първите ѝ две прослушвания за Мартин Скорсезе са били отменени от режисьора по причини, които ѝ изглеждали измислени, и тя решила, че просто я занасят. Когато актрисата е поканена за трети път, за да бъде поканена на прослушване при Скорсезе, тя отказва и демонстративно отива на ресторант с приятеля си. Скорсезе обаче лично отива в същия ресторант и организира прослушването за ролята на място.
- Мартин Скорсезе режисира този филм по споразумение с Universal Studio. Съгласно това споразумение Universal Studio трябва да подкрепи Скорсезе при заснемането на още два филма: „Последното изкушение на Христос“ (1988) и „Нос Страх“ (1991).
- Филмът е пуснат месец преди филма „Жега“ (1995), в който също участва Робърт де Ниро. Въпреки факта че и двата филма са дълги почти три часа и са заснети в различни щати, Де Ниро е брилянтен и в двата филма.

## Награди и номинации
- Шарън Стоун печели „Златен глобус“, а филмът получава номинации за „Златен глобус“ за режисура.
- Шарън Стоун е номинирана и за „Оскар“.